# Дубровское сельское поселение (Брасовский район)
Дубровское сельское поселение — муниципальное образование в северной части Брасовского района Брянской области. Центр — село Дубровка.
Образовано в результате проведения муниципальной реформы в 2005 году путём объединения частей дореформенных Дубровского и Краснинского сельсоветов.

## Население
| 2010 | 2011 | 2012 | 2013 | 2014 | 2015 | 2016 | 2017 | 2018 |
| ---- | ---- | ---- | ---- | ---- | ---- | ---- | ---- | ---- |
| 775  | ↘774 | ↘687 | ↘642 | ↘631 | ↘577 | ↘519 | ↘484 | ↘463 |
| 2019 | 2020 | 2021 |      |      |      |      |      |      |
| ↘452 | ↘425 | ↗528 |      |      |      |      |      |      |

## Населённые пункты
| № | Населённый пункт | Тип     | Население |
| - | ---------------- | ------- | --------- |
| 1 | Дубровка         | село    | ↘294      |
| 2 | Екатериновка     | посёлок | ↘1        |
| 3 | Калошичье        | село    | ↘21       |
| 4 | Клинское         | село    | ↘4        |
| 5 | Коллективист     | посёлок | ↘23       |
| 6 | Коробкина        | деревня | ↘0        |
| 7 | Красное          | посёлок | ↘299      |